# William E. Connolly
William Eugene Connolly (* 6. Januar 1938) ist ein amerikanischer Politologe, der sich insbesondere mit Grundlagen von Demokratie und Pluralismus und deren Zusammenspiel mit ökologischen Fragen beschäftigt hat. Er ist mittlerweile emeritierter Krieger-Eisenhower Professor an der Johns Hopkins University.

## Biographie
Connolly wuchs in Flint, Michigan, auf und studierte an der University of Michigan. Er hat unter anderem Lehraufträge an der University of Exeter, European University Institute, Oxford University und dem Boston College wahrgenommen. Sein Buch The Terms of Political Discourse wurde 1999 mit dem Benjamin Evans Lippincott Award ausgezeichnet. 2004 wurde Connolly mit einem Fullbrightstipendium eingeladen, vor der Kyoto-Klimakonferenz in Japan vorzutragen. Er engagiert sich unter anderem bei der Huffington Post und ist Gründungsmitglied des Wissenschaftsjournals Theory & Event.

## Werk
Connolly hat einige problematische Aspekte des modernen Säkularismus herausgearbeitet. Er stellt unter anderem das – für ihn absehbare – Versagen von Voraussagen in den 1970er Jahren, nach denen der Säkularismus in kurzer Zeit zur vorherrschenden Sichtweise in der öffentlichen Diskussion werden würde. Stattdessen wuchs unter anderem der Evangelikalismus zu einer auch politisch dominierenden Strömung in den USA der 1990er Jahre heran. Der Säkularismus impliziere eine unzureichende Neudefinition von Religion. Nach Connollys Auslegung von Talal Asad ist das Selbstbild des Säkularismus als Scheidung zwischen privater und öffentlicher Sphäre, die religiöse Diversität im Privatbereich ansiedele, keineswegs stimmig und selbst ein Erbe der europäischen Religionskonflikte. Die Deutungsmacht von Religion gehe nach wie vor nicht nur in staatlich im Zaum gehaltenen Privatansichten auf, sondern hat über religiöse Wertvorstellungen und Rituale nach wie vor vielfältigen Einfluss auf den öffentlichen Diskurs, der sich nach wie vor als Spannungsfeld konkurrierender Wertvorstellungen auch religiöser Herkunft darstellt. Er sieht in dem Zusammenhang den Monismus Baruch Spinozas als eine minoritäre, aber wichtige Strömung der europäischen Aufklärung, die keineswegs als säkular zu lesen sei.  Connolly betont eine Notwendigkeit, die öffentliche Diskussion mit einem radikalen Pluralismus zu führen, die keineswegs eine einheitlich angelegte (christlich jüdische) Moral mit einer ebenso einheitlichen zu ersetzen.